# ویزه (ترکیه)
ویزه (به ترکی استانبولی: Vize) شهری است در کشور ترکیه که در استان قرقلرایلی واقع شده‌است. جمعیت این شهر بر اساس سرشماری سال ۲۰۰۸ میلادی ۱۱٬۹۶۶ نفر و بر اساس برآوردهای سال ۲۰۰۹ میلادی ۱۲٬۰۲۴ نفر می‌باشد.

## نگارخانه

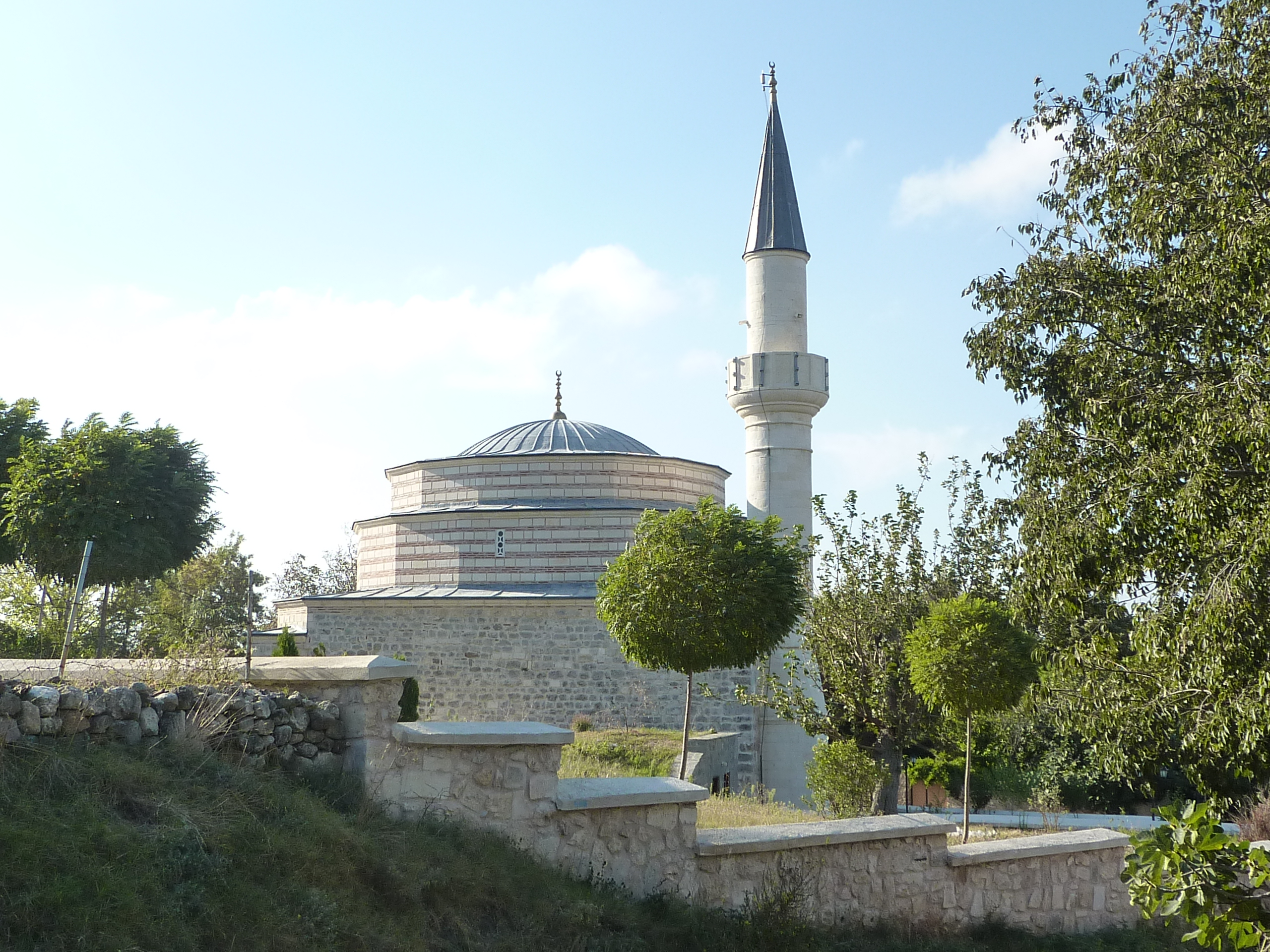
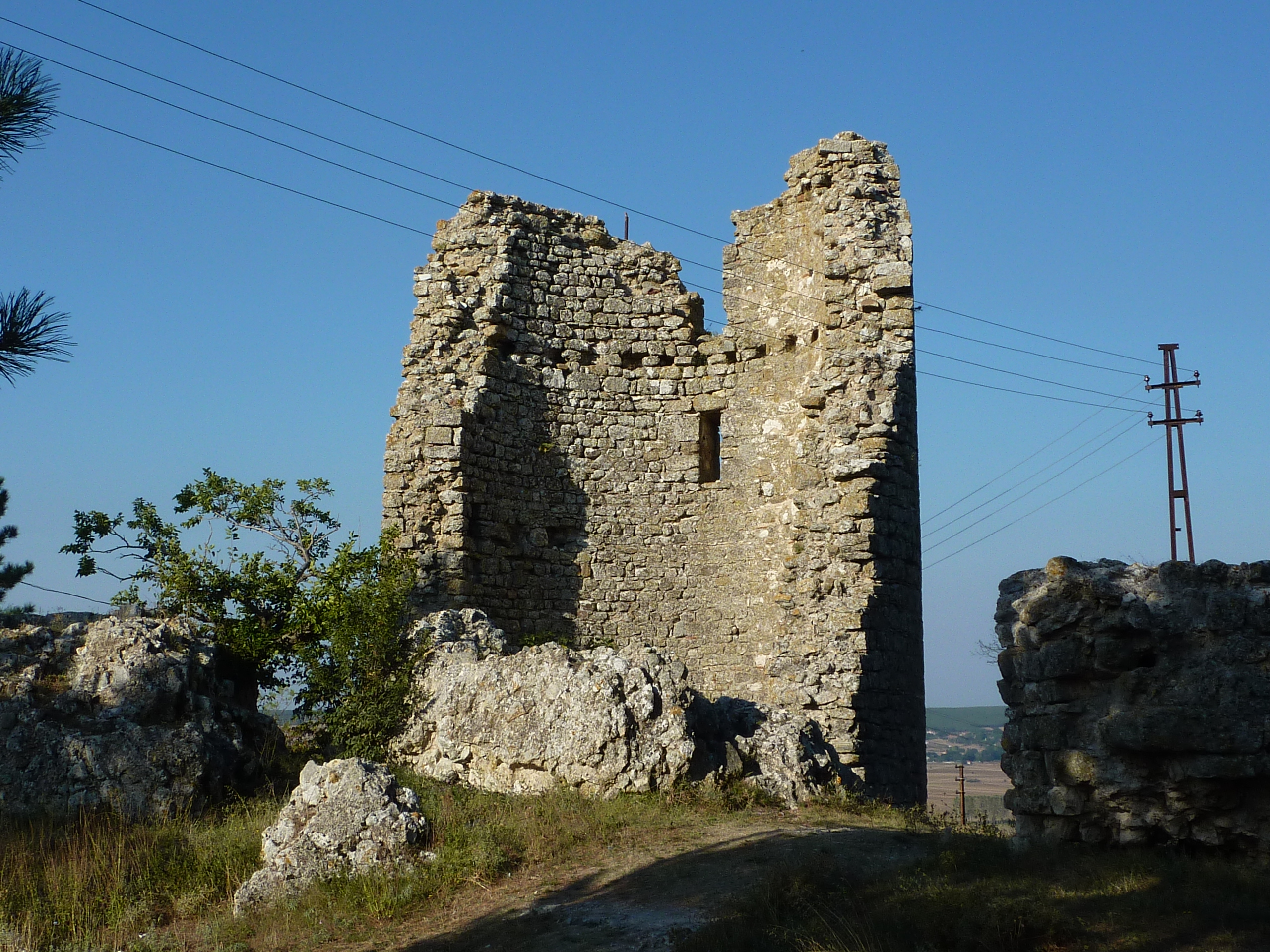
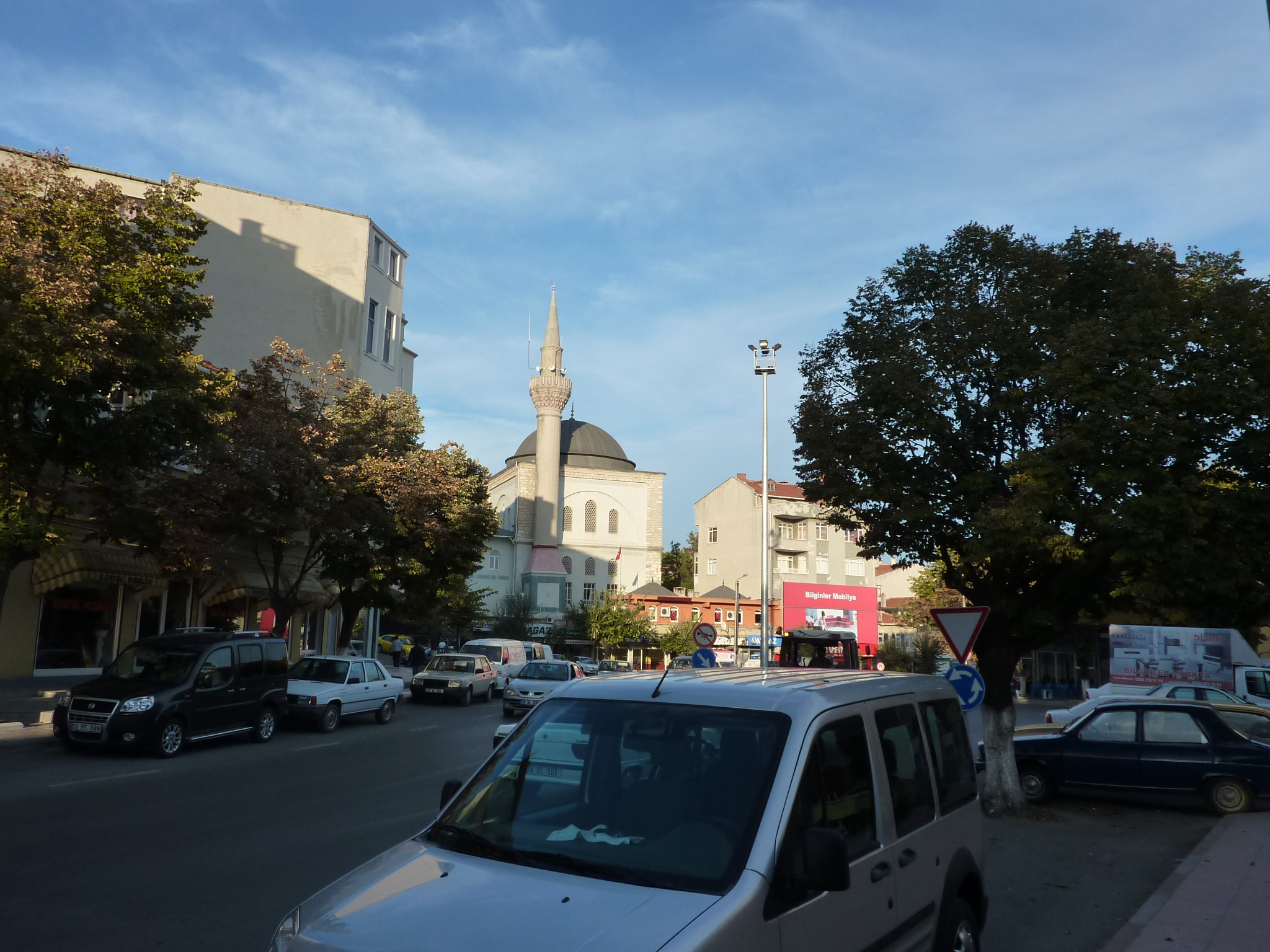